# Paratarpon
 (novembre 2021).
Paratarpon apogerontus
Genre
Espèce
Paratarpon est un genre éteint de poissons osseux qui vivait lors du Campanien. Ce genre n'est représenté que par son espèce type, Paratarpon apogerontus, dont les restes fossiles ont été mis au jour dans la province de l’Alberta, au Canada.

## Classification
Le nom valide complet (avec auteur) de ce taxon est Paratarpon Bardack, 1970.